# Nephrocystin-1
Nephrocystin-1 ist ein Protein in den Adhärenz-Verbindungen der Epithelzellen von Wirbeltieren, das wahrscheinlich für die Kontrolle der Zellpolarität mitverantwortlich ist. Es handelt sich also um ein Strukturprotein, das mit dem primären Cilium assoziiert ist. Beim Menschen wird Nephrocystin-1 besonders in Hypophyse, Rückenmark, Schilddrüse, Hoden, Skelettmuskeln, Lymphknoten und Bronchien, aber auch in Herz, Nieren und Pankreas exprimiert. Mutationen am NPHP1-Gen können zu juveniler Nephronophthise, zum Senior-Løken-Syndrom Typ 1, oder zum Joubert-Syndrom Typ 4 führen.
Nephrocystin-1 bindet an das Zellmigrationsprotein CAS und unterstützt so Signalkaskaden, die durch Tyrosinkinase 2beta (PTK2B) an der zellulären Matrix zustande kommen. Nephrocystin-1 bindet außerdem an Nephroretinin und Tensin, und es interagiert mit Inversin und Nephrocystin-2, sowie mit der Ack1-Kinase.
Im Fadenwurm (Caenorhabditis elegans) führen Defekte in Nephrocystin-1 zu Verhaltensstörungen, die typisch für sensorische Defekte an den Zilien sind, wie verminderte Effizienz bei der männlichen Begattung und Defekte bei der Chemotaxis gegenüber flüchtigen Stoffen. Nephrocystin-1 ist beim Wurm an der Basis der primären Zilie lokalisiert.